# Ford Aerostar
Le Ford Aerostar est un véhicule automobile monospace du constructeur américain Ford.

## Développement

### Carousel: la fourgonnette pour garage
Chez Ford, le développement d'un monospace a commencé au début des années 1970, commençant sa vie en tant que modèle compagnon de la troisième génération du Ford Econoline/Club Wagon,. Alors que sa camionnette full-size devait grandir pour sa refonte de 1975, Ford a exploré le concept d'une «fourgonnette pour garage», en utilisant une ligne de toit avec une hauteur pour facilement passer à travers une ouverture de porte de garage typique. Les objectifs supplémentaires du véhicule incluraient un espace intérieur accru par rapport aux breaks et un style plus attrayant par rapport aux fourgonnettes full-size.
Surnommé le Ford Carousel, un prototype a été testé de 1972 à 1974,. Pour atteindre son statut de "fourgonnette pour garage", la ligne de toit a été abaissée d'environ 12 pouces (30 cm) par rapport à un Ford Club Wagon à empattement standard (plaçant sa hauteur proche de celle du Ford Windstar/Freestar). Avec des montants A redessinés et un tout nouveau carénage avant, le Carousel a reçu une ligne de toit de style break (avec vitre enveloppante); dans une indication clé de son avenir en tant que véhicule familial, le Carousel portait un hayon arrière avec une lunette arrière rabattable et avec une garniture extérieure en similibois. À l'intérieur, il était équipé de deux banquettes arrière avec des garnitures intérieures similaires à celles des Ford Country Squire et Mercury Colony Park.
Alors que le Ford Carousel a reçu une réponse positive de la part de nombreux dirigeants de Ford pour une introduction potentielle en 1976, il n'atteindra finalement pas la production. Alors que les contraintes financières ont obligé l'entreprise à détourner des fonds vers des projets critiques (tels que la plate-forme Fox et la plate-forme Panther), la crise énergétique de 1973 a également joué un rôle majeur (le prototype était équipé d'un V8 460, partagé avec les véhicules full-size de Ford et les pick-ups Ford d'une tonne).
En 1978, Lee Iaccoca et Hal Sperlich ont tous deux quitté Ford et ont été embauchés par Chrysler; le projet de monospace Chrysler a été approuvé fin 1979. Tout en adoptant le concept de base de "fourgonnette pour garage" du prototype Ford Carousel, les Dodge Caravan et Plymouth Voyager de 1984 qui en ont résulté étaient des véhicules très différents du point de vue de la configuration et de l'ingénierie.

### Aerostar: tout nouveau design
Au début des années 1980, alors que l'industrie automobile américaine apprenait le développement des monospaces Chrysler, Ford a commencé à développer son propre véhicule en réponse. Les crises énergétiques de la fin des années 1970 avaient fait de l'économie de carburant une priorité élevée dans la conception des véhicules; en tant que tel, la production du Ford Carousel (réduction du Ford Club Wagon à une hauteur inférieure) ne serait pas une option concurrentielle pour Ford[réf. nécessaire].
Tout en utilisant la hauteur de 6 pieds du Carousel comme point de départ du concept, la «fourgonnette pour garage» de Ford des années 1980 était une conception complètement épurée. Dans un changement majeur, la nouvelle conception a déplacé les points communs mécaniques depuis ceux des pick-ups et camionnettes full-size vers ceux du Ford Ranger compact dans le but de réduire le poids. Dans ce qui serait une rupture majeure par rapport aux monospaces Chrysler et GM, le monospace Ford a reçu un châssis distinct (avec des suspensions avant et arrière spécifiques au modèle). Pour encore améliorer l'économie de carburant, Ford a ajouté un certain nombre de matériaux légers pour la carrosserie, en utilisant des pare-chocs, des réservoirs de carburant, des portes de hayon et des capots en plastique; l'aluminium a été utilisé pour l'arbre de transmission, les essieux et les roues.
En 1984, le nom Ford Aerostar a été utilisé pour la première fois lorsque Ford a dévoilé un concept car prévisualisant le monospace de production finale.

## Aperçu

### Châssis
La Ford Aerostar utilisait la plate-forme VN1 à propulsion arrière de Ford, spécifiquement développée pour la gamme de modèles. Premier véhicule léger de Ford conçu avec un châssis monocoque, le châssis VN1 (le premier châssis Ford à avoir reçu une désignation alphanumérique) a été renforcé par des longerons intégrés sur toute la longueur. La conception de châssis hybride a fourni à l'Aerostar le même taux de remorquage de 5 000 livres que le Chevrolet Astro/GMC Safari (2 fois 1⁄2 la capacité des monospaces Chrysler),. Pour réduire les coûts de développement et de production pour la gamme de modèles, l'Aerostar partageait plusieurs composants de suspension et de groupe motopropulseur avec le Ford Ranger et le Ford Bronco II (devenant plus tard le Ford Explorer).
C'est le premier véhicule léger de Ford à s'éloigner des suspensions Twin I-Beams, la suspension avant de l'Aerostar se rapproche davantage de celles des berlines full-size de Ford, y compris des bras triangulaires et des ressorts hélicoïdaux de longueur inégale. La suspension arrière était un essieu arrière dynamique équipé d'une configuration à trois bras avec ressorts hélicoïdaux (similaire à celle des voitures à plate-forme Panther de l'époque). Au cours de sa production, l'Aerostar était le seul monospace vendu en Amérique du Nord avec des ressorts hélicoïdaux aux quatre roues.

#### Groupe motopropulseur
Pour son lancement en 1986, l'Aerostar a été introduit avec deux moteurs partagés avec le Ranger/Bronco II. Un 4 cylindres en ligne de 2,3 L de 100 ch (également partagé avec la Mustang) était de série avec un V6 de 2,8 L de 115 ch (de Ford Europe) offert en option; en tant que changement en cours en 1986, le moteur de 2,8 L a été remplacé par un V6 de 3,0 L de 145 ch (partagé avec la Ford Taurus/Mercury Sable). Initialement prévu en option, le quatre cylindres turbodiesel du concept car de 1984 a été abandonné après les essais du prototype. En 1988, le moteur de 2,3 L a été abandonné, le V6 de 3,0 L devenant le seul moteur proposé (l'Aerostar devenant le premier monospace à uniquement proposer des moteurs V6). En 1990, coïncidant avec l'introduction de l'option E-4WD, un V6 de 4,0 L de 160 ch a été introduit; le moteur était associé au système de traction intégrale et était une option sur les véhicules à propulsion arrière à finition haut de gamme.
Partageant ses transmissions avec le Ranger/Bronco II, l'Aerostar était disponible avec une boîte manuelle à cinq vitesses jusqu'en 1995 (presque exclusivement dans les monospaces pour cargaison et les versions XL); contrairement aux monospaces Chrysler, toutes les transmissions automatiques étaient des unités à 4 vitesses avec surmultiplication. En 1997, une transmission automatique à 5 vitesses avec surmultiplication a été introduite pour le V6 de 4,0 L (une première dans le segment des monospaces).
| Nom du moteur                  | Cylindrée                                                  | Puissance      | Années disponibles | Notes | Transmissions |
| ------------------------------ | ---------------------------------------------------------- | -------------- | ------------------ | --- | --- |
| Quatre cylindres en ligne Lima | Quatre cylindres en ligne SOHC de 2,3 L (140 pouces cubes) | 100ch (75 kW)  | 1986–1987          | Partagé avec les Ford Ranger, Ford Mustang/Mercury Capri et Ford LTD. Également partagé avec la Ford Mustang SVO et la Ford Thunderbird Turbo Coupé (en configuration à aspiration naturelle).                       | Manuelle à 5 vitesses TK5 de Mazda (1986-1987); M5OD de Mazda (1988-1995) Automatique à 4 vitesses A4LD de Ford (1986-1994); 4R44E de Ford (avec le V6 Vulcan de 1995-1996); 4R55E de Ford (avec le V6 Cologne de 1995-1996) Automatique à 5 vitesses 5R55E de Ford (avec le V6 Cologne de 1997) |
| V6 Cologne                     | V6 OHV de 2,8 L (170 pouces cubes)                         | 115ch (86 kW)  | 1986               | Partagé avec le Ranger et le Bronco II, ce moteur n'a été utilisé que pendant les premiers mois de la production de 1986. L'Aerostar a été la dernière Ford nord-américaine à utiliser cette variante du V6 Cologne. | Manuelle à 5 vitesses TK5 de Mazda (1986-1987); M5OD de Mazda (1988-1995) Automatique à 4 vitesses A4LD de Ford (1986-1994); 4R44E de Ford (avec le V6 Vulcan de 1995-1996); 4R55E de Ford (avec le V6 Cologne de 1995-1996) Automatique à 5 vitesses 5R55E de Ford (avec le V6 Cologne de 1997) |
| V6 Vulcan                      | V6 OHV de 3,0 L (182 pouces cubes)                         | 145ch (108 kW) | 1986–1997          | Partagé avec la Taurus/Sable et la Tempo/Topaz, l'Aerostar a reçu la première application du V6 Vulcan à propulsion arrière. Le V6 Vulcan était le seul moteur du Ford Aerostar de 1988-1989.                        | Manuelle à 5 vitesses TK5 de Mazda (1986-1987); M5OD de Mazda (1988-1995) Automatique à 4 vitesses A4LD de Ford (1986-1994); 4R44E de Ford (avec le V6 Vulcan de 1995-1996); 4R55E de Ford (avec le V6 Cologne de 1995-1996) Automatique à 5 vitesses 5R55E de Ford (avec le V6 Cologne de 1997) |
| V6 Cologne                     | V6 OHV de 4,0 L (245 pouces cubes)                         | 160ch (119 kW) | 1990–1997          | Partagé avec le Ranger et l'Explorer, le V6 Cologne de 4,0 L était en option dans les versions à propulsion arrière et de série dans les exemplaires à traction intégrale.                                           | Manuelle à 5 vitesses TK5 de Mazda (1986-1987); M5OD de Mazda (1988-1995) Automatique à 4 vitesses A4LD de Ford (1986-1994); 4R44E de Ford (avec le V6 Vulcan de 1995-1996); 4R55E de Ford (avec le V6 Cologne de 1995-1996) Automatique à 5 vitesses 5R55E de Ford (avec le V6 Cologne de 1997) |

#### Aerostar à traction intégrale (E-4WD) (1990-1997)
Au cours de l'année modèle 1990, Ford a introduit un système de traction intégrale pour l'Aerostar, appelé E-4WD (Electronic 4-Wheel Drive).
Contrairement aux systèmes à quatre roues motrices du Ranger/Bronco II, l'E-4WD n'était pas destiné à la conduite tout-terrain (aucun rapport de gamme basse n'était fourni), mais il offrait une traction accrue sans intervention du conducteur dans des conditions météorologiques défavorables. Utilisant une boîte de transfert Dana TC28 avec un différentiel central (régulé par un embrayage électromagnétique à commande électronique), les quatre roues recevaient une traction à tout moment. Pour tenir compte du poids supplémentaire et des pertes par friction, l'option a été associée au V6 de 4,0 L à couple plus élevé et à la transmission automatique.
Spécifiquement développé pour l'Aerostar, le système E-4WD a été proposé de 1990 à 1997 sur les versions XLT et Eddie Bauer; en Amérique du Nord, Ford n'offrirait plus de traction intégrale en option pour une fourgonnette avant le Transit de 2020.

### Conception de la carrosserie
Se distinguant par son design à nez incliné, le Ford Aerostar utilisait un design «monocorps» similaire à celui du Ford Transit et du Renault Espace; contrairement à ses homologues européens, l'empattement long de l'Aerostar plaçait les roues près des coins, minimisant les porte-à-faux de la carrosserie. Dans le but d'encore améliorer son efficacité énergétique et son aérodynamisme (et de réduire son poids à vide), plusieurs pièces de carrosserie en plastique du concept car de 1984 ont été adoptées par le véhicule de production, notamment les enjoliveurs de pare-chocs, le réservoir de carburant et le hayon arrière.

#### Extérieur
En 1988, l'extérieur a vu un changement de détail mineur au badge extérieur, le déplaçant depuis les deux ailes vers le hayon; il est également passé du chrome à l'argent. Dans une autre révision, les badges "V6" et "Electronic Fuel Injection" ont été supprimés (car les deux fonctionnalités étaient désormais standard).
En réponse au Dodge Grand Caravan et au Plymouth Grand Voyager, Ford a mis en vente une version longue (sans nom) de l'Aerostar pour l'année modèle 1989. En prolongeant la carrosserie arrière de 14 pouces de long, l'option partageait l'empattement de 119 pouces avec la carrosserie de longueur standard. Au cours des années 1990, l'Aerostar allongé deviendra la version la plus populaire du véhicule.
En 1989, l'extérieur a été mis à jour pour la première fois, avec la calandre chromée remplacée par une calandre à finition noire; les rétroviseurs de remorquage sur supports ont été remplacés par des rétroviseurs à commande électrique.
En 1992, l'Aerostar a reçu sa deuxième mise à jour extérieure (et la plus importante). La calandre a subi un léger changement de couleur de 1989 à 1991, avec le logo Ovale Bleu de Ford déplacé depuis le centre vers la fente supérieure de la calandre (similaire au Ford Explorer); Ford a remplacé les phares à faisceau scellé par des unités composites à ampoule remplaçable (avec des lentilles de clignotant à lentille claire). Tout en restant de 14 pouces, presque toutes les versions de l'Aerostar ont reçu des roues restylées.
En prévision du retrait de la gamme de modèles après 1994, peu de modifications ont été apportées à l'Aerostar après 1992. Pour se conformer à la réglementation fédérale, la carrosserie a reçu un feu stop central en 1994. En 1997, les feux arrière ont été révisés pour la première fois (avec la suppression des verres de clignotants orange); Les véhicules à finition XLT ont reçu de nouvelles jantes en alliage à sept trous de 14x6 pouces.

#### Intérieur
Contrairement à son design extérieur monocorps contemporain, le Ford Aerostar a adopté de nombreuses caractéristiques standard de l'industrie dans son design intérieur. Partageant la même configuration à sept places en 2-2-3 que ses concurrents de Chrysler et GM, les véhicules XLT et Eddie Bauer étaient proposés avec des sièges baquets de deuxième rangée en option (une caractéristique popularisée par les fourgonnettes full-size de conversion). Une autre option permettait de rabattre les deux banquettes arrière (pour faire un lit); les deux rangées de sièges arrière étaient amovibles.
Cependant, l'intérieur a également adopté plusieurs caractéristiques de conception d'influence européenne. Lors de son lancement, l'Aerostar utilisait un levier de vitesses monté au sol pour ses transmissions manuelles et automatiques; il était équipé d'un frein à main (qui reste une caractéristique de tous les monospaces Ford du marché américain). À la manière du Volkswagen Vanagon, les vitres de la troisième rangée s'ouvraient. Alors que les porte-gobelets ont été relégués en option dans les accoudoirs des sièges de la troisième rangée (et une console postérieure sur le couvre moteur); le véhicule pouvait être spécifié avec jusqu'à deux briquets et six cendriers.
En 1992, l'intérieur a subi une révision aux côtés de l'extérieur. Coïncidant avec l'ajout d'un airbag côté conducteur (et de ceintures de sécurité à trois points pour les six sièges extérieurs), le tableau de bord a subi une refonte complète. Les tableaux de bord analogiques et numériques ont été remplacés par des unités plus lisibles; les commandes ont été améliorées (beaucoup partagées avec l'Econoline redessiné de 1992), introduisant une transmission automatique avec levier de vitesses sur colonne. En 1993, les sièges sécurité intégrés pour enfants ont été introduits en option.

### Finition
En plus d'une version pour cargaison (qui se distingue par ses doubles portes arrière et l'absence de vitres latérales), l'Aerostar pour passagers (appelé Wagon) se déclinait en deux niveaux de finition : la finition XL de base et la finition XLT de luxe (conformément à la gamme des SUV de Ford). De nombreuses fonctionnalités standard sur le XLT étaient disponibles en tant qu'options à coût supplémentaire sur le XL, telles que les vitres électriques, rétroviseurs électriques et serrures électriques, climatisation et vitre teintée.
Les Wagon à finition XLT comprenaient également les caractéristiques suivantes en tant qu'options à coût supplémentaire :
- Ordinateur de bord avec rétroviseur à atténuation automatique (avec : distance à vide (anglais/métrique), kilométrage du trajet, économie de carburant moyenne, économie de carburant instantanée, vitesse moyenne (anglais/métrique), avec deux lumières pour lire une carte)
- Climatisation à l'arrière
- Deux sièges du milieu à la deuxième rangée (quatre sièges)
- Dossiers des banquettes rabattables à plat aux deuxième et troisième rangées
- Chaîne stéréo AM/FM à 8 haut-parleurs avec lecteur cassettes
- Système audio AM/FM/cassette haut de gamme avec égaliseur 7 bandes et prises casque à l'arrière
- Freins antiblocage aux roues arrière
- Transmission intégrale électronique (voir section)
- Peinture bicolore
- Jantes en aluminium de 14"

#### Eddie Bauer Wagon (1988-1996)
Lancé au cours de l'année modèle 1988, l'Aerostar a été l'un des premiers véhicules Ford à présenter en tant que finition la marque Eddie Bauer sur le thème du plein air. Commercialisé au-dessus du XLT, l'Aerostar Eddie Bauer a été le premier monospace commercialisé auprès des acheteurs de luxe (en 1988, le Chrysler Town & Country était produit en tant que break compact, ne devenant un monospace qu'à partir de l'année modèle 1990).
La finition Eddie Bauer combinait les caractéristiques de commodité intérieures de la finition XLT avec une peinture extérieure bicolore (ocre comme couleur d'accent sur les bas de caisse et les garnitures de roue) et un intérieur ocre sur le thème de l'extérieur. Comme dans le XLT, les surfaces des sièges en tissu étaient standard; dans le cadre de la mise à jour de 1992, les sièges en cuir sont devenus une option. Une caractéristique standard de la finition (en option dans le XLT) était une caractéristique permettant aux banquettes des deuxième et troisième rangées de se replier à plat pour faire un grand lit à travers la moitié arrière de l'intérieur. Cependant, un grand nombre d'Aerostar Eddie Bauer ont été commandés avec les sièges baquets de deuxième rangée en option.
Après l'introduction du Wagon allongé en 1989, la finition Eddie Bauer était disponible dans les deux configurations de carrosserie. Après 1989, la finition optionnelle était livrée avec le V6 de 4,0 L standard, bien que les acheteurs puissent choisir entre les groupes motopropulseurs à traction arrière et à traction intégrale.
Après l'année modèle 1996, la finition Eddie Bauer a été abandonnée car la gamme Aerostar a été regroupée à la version pour cargaison et l'Aerostar XLT.

#### Aerostar Sport (1992-1996)
En 1992, l'Aerostar Sport a été introduit en tant que finition optionnelle disponible pour tous les Aerostar Wagon non-Eddie Bauer. Semblable à ses homologues Chevrolet Astro RS/GMC Safari CS et Dodge Caravan ES, l'Aerostar Sport était en grande partie une mise à niveau cosmétique. Se distinguant par leur peinture aux accents argentés et leurs rayures «Sport», le Sport comportait des marchepieds intégrés avec un spoiler avant de couleur assortie et des garde-boue arrière de couleur assortie. Sur les couleurs plus foncées, la calandre et le chrome étaient peints couleur carrosserie.
La version de finition d'un Aerostar Sport est plus facilement identifiée par ses roues : Wagon XL Sport, avec enjoliveurs complets ; Wagon XLT Sport (moins communs), avec des roues en aluminium.

## Concept cars

### Ford Aerostar (1984)
Le nom Aerostar a été révélé pour la première fois en tant que concept car présenté en 1984, avec Ford prévoyant jusqu'à 40 miles par gallons US dans les versions de production avec moteurs diesel à quatre cylindres. Avec un coefficient de traînée de 0,37, l'Aerostar était l'un des véhicules les plus élégants conçus par Ford, devançant la Ford Mustang SVO et la Lincoln Continental Mark VII.
Les ingénieurs de Ford ont choisi la disposition du moteur à l'avant pour diverses raisons. Pour ce qui est de la sécurité et de l'accès au moteur (par rapport aux importations allemandes et japonaises), la société a constaté que les acheteurs potentiels préféraient cette configuration aux véhicules à moteur arrière et central. Ford a également choisi une configuration à propulsion arrière pour l'Aerostar; cela lui a fourni une capacité de remorquage de 5 000 livres (2 300 kg), soit 2 fois ½ la capacité des monospaces Chrysler,.
Lors du passage du concept à la version de production, très peu du design extérieur changerait, à l'exception des vitres, des phares et de la calandre.

### HFX Aerostar Ghia (1987)
Présenté au Salon de l'auto de Francfort 1987, le HFX (High Feature Experimental) Aerostar Ghia était un prototype des futures conceptions de monospace. 
Deux prototypes roulant ont été construits à partir de la collaboration de Ford et Ghia; tous deux utilisaient la transmission automatique A4LD et le moteur V6 Vulcan de 3,0 L. Le concept de HFX a emprunté certaines caractéristiques utilisées dans d'autres véhicules Ford, telles que la suspension pneumatique aux quatre roues et la climatisation électronique. À partir de là, certaines des technologies présentées dans le HFX n'avaient jamais été vues auparavant dans un monospace; cela comprenait des pneus à roulage à plat, pédales réglables, portes latérales coulissantes électriques, direction assistée électrique, ABS, contrôle de la traction, prétensionneurs de ceinture de sécurité et volets à calandre mobile. A l'arrière, un écran LCD a été installé pour l'utilisation de l'affichage de 12 messages d'avertissement préprogrammés.
Lien vers HFX Aerostar Ghia images.

## Récompenses
L'Aerostar a été nommé monospace de l'année par le magazine Motor Trend en 1990.

## Arrêt
Alors que le Ford Aerostar avait fait ses preuves dans le segment des monospaces, à la fin des années 1980, Ford a cherché à gagner une partie de la part de marché importante détenue par les monospaces Chrysler. En 1988, la société a commencé les travaux de conception sur un successeur de l'Aerostar pour une introduction prévue en 1993. Pour concurrencer plus directement Chrysler, Ford a adopté dans son nouveau monospace le facteur de forme des monospaces Chrysler à empattement long. Pour correspondre davantage à Chrysler, ce qui allait devenir le Ford Windstar de 1995 a adopté des fondements de berline à traction avant, développés aux côtés de la Ford Taurus de 1996.
Alors que le Ford Windstar était en préparation pour une introduction l'année modèle 1995, 1994 devait être la dernière année pour l'Aerostar. D'une manière similaire au remplacement prévu de la Ford Mustang à plate-forme Fox par un coupé basé sur une plate-forme Mazda à la fin des années 1980, Ford a reçu une réaction négative de ses concessionnaires et du public. En réponse, Ford a annoncé qu'il vendrait à la fois les monospaces Aerostar et Windstar dans un avenir proche.
Le 17 mars 1997, Ford a annoncé l'arrêt du Ford Aerostar, aux côtés des Ford Aspire, Ford Probe et Ford Thunderbird/Mercury Cougar. Le dernier véhicule est sorti de la chaîne de montage de St. Louis le 22 août 1997; un total de 2 029 577 unités ont été produites en 12 ans. Parallèlement à la production du Ford Windstar, l'un des principaux facteurs ayant conduit à l'annulation du Ford Aerostar était une exigence imminente pour l'ajout de deux airbags, ce qui aurait nécessité une refonte complète (et coûteuse) du tableau de bord avant et de la structure de collision avant.
Le Ford Windstar (et plus tard le Ford Freestar) était proposé dans une configuration pour cargaison, mais le premier successeur direct de l'Aerostar pour cargaison, en ce qui concerne la taille et la capacité, est le Ford Transit Connect. Importé en Amérique du Nord depuis 2010, le Transit Connect à traction avant est également offert en configurations pour passagers; une refonte de 2014 a conduit au premier monospace Ford à sept places depuis 2007.